# ألكسندرا فيودوروفنا (شارلوت بروسيا)
ألكسندرا فيودوروفنا (الروسية: Александра Фёдоровна) ( 13 يوليو 1798 - 1 نوفمبر 1860) كانت إمبراطورة روسيا كونها كانت زوجة نيكولاي الأول. وهي الابنة الكبرى لفريدرش فيلهلم الثالث ملك بروسيا ولويزه مكلنبورغ ستريليتس.

## أميرة بروسيا

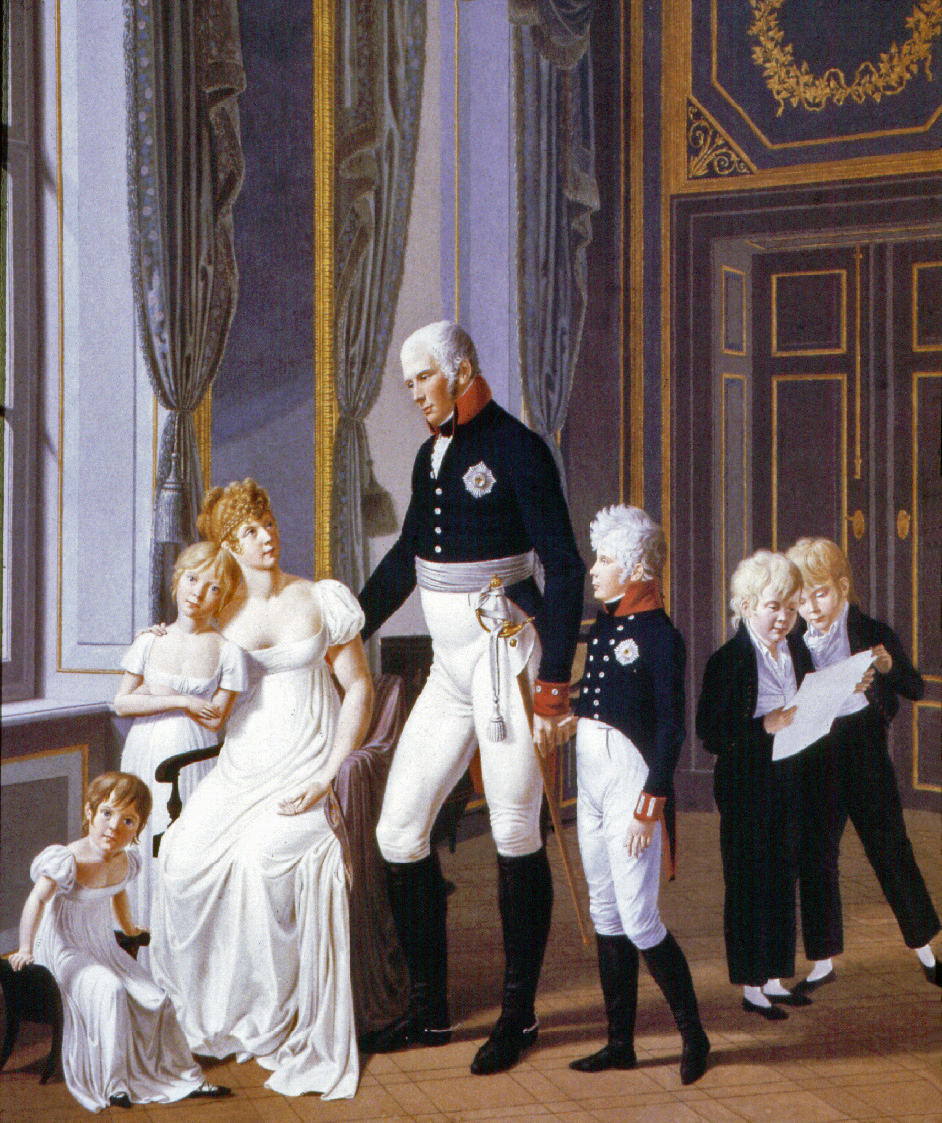
الأميرة شارلوت (متكئة على والدتها) مع والديها وإخوتها. لوحة بريشة هاينريش أنتون داهلينغ (١٨٠٦).

ولدت الإمبراطورة ألكسندرا فيودوروفنا، باسم فريدريكا لويز شارلوت فيلهلماين أميرة بروسيا، في قصر شارلتنبرغ ببرلين في 13 يوليو [1 يوليو حسب التقويم اليولياني] عام 1798. كانت أكبر بنات الملك الباقين على قيد الحياة، ورابع أطفال فريدريش فلهلم الثالث ملك بروسيا، ولويز دوقة مكلنبورغ-ستريليتس، وشقيقة لفريدريك وليام الرابع، ووليام الأول، إمبراطور ألمانيا. وكانت تُعرف باسم شارلوت، وهو اسم رائج في العائلة المالكة البروسية، ولُقبت بين عائلتها باسم لوتشن.
عاشت الأميرة طفولتها خلال فترة الحروب النابليونية، وقد نشأت في ظروف مالية صعبة. كان والدها رجلًا طيبًا ومتدينًا، لكن ضعيف ومتردد كحاكم، وخسر نصف مملكته نتيجة الهزائم العسكرية عام 1806. أما والدة شارلوت، فكانت محط إعجاب لجمالها وذكائها وسحرها، وكانت أكثر حزمًا من زوجها. عند هزيمة القوات البروسية في معركة ينا، فرّت لويز إلى كونيغسبرغ، آخذة أطفالها معها، وكانت شارلوت آنذاك في الثامنة من عمرها. في مقاطعة بروسيا الشرقية، حظوا بحماية القيصر ألكسندر الأول. كتبت الملكة لويز عن ابنتها قائلة: «ابنتي شارلوت متحفظة ومركزة، لكنها مثل أبيها، يخفي مظهرها الخارجي البارد نبض قلبها المتقد والمفعم بالرحمة». في 27 أكتوبر 1806، سقطت برلين تحت سيطرة نابليون، ونشأت شارلوت في ميمل البروسية الواقعة تحت وطأة الحرب. وفي ديسمبر 1809، عادت الملكة لويز أخيرًا مع أطفالها إلى برلين، لكنها أصيبت بالتيفوئيد بعد بضعة أشهر وتوفيت بسببه في سن الرابعة والثلاثين، بعد فترة قصيرة من عيد ميلاد شارلوت الثاني عشر. وبصفتها الابنة الكبرى، أصبحت شارلوت حينئذ السيدة الأعلى مقامًا في البلاط، واضطرت إلى القيام بواجبات والدتها. واعتزت شارلوت لبقية حياتها بذكرى والدتها.

## زواجها
في فبراير 1814، زار الدوق الأكبر نيكولاس بافلوفيتش قيصر روسيا المستقبلي، مدينة برلين، برفقة شقيقه الدوق الأكبر مايكل بافلوفيتش. أجرت السلالتان الملكيتان الترتيبات لزواج نيكولاس من شارلوت - ذات الخمسة عشر عامًا آنذاك - بهدف تقوية التحالف بين روسيا وبروسيا.
كان نيكولاس ثانيًا في ترتيب ولاية العرش، إذ كان ولي العهد شقيقه الدوق الأكبر قسطنطين بافلوفيتش، الذي كان، مثل القيصر ألكسندر الأول، بلا أولاد. وفي زيارة ثانية في العام التالي، وقع نيكولاس في حب الأميرة شارلوت، التي كانت آنذاك في السابعة عشرة من عمرها. كان نيكولاس طويل القامة، وسيمًا، ويتمتع بملامح كلاسيكية. وكان الشعور متبادلًا، فقد كتبت إلى شقيقها: «إنه يعجبني وأنا واثقة من سعادتي معه». وأضافت: «ما يجمعنا هو حياتنا الداخلية؛ فليفعل العالم ما يشاء، ففي قلوبنا عالم خاص بنا». تجولا ممسكين بأيدي بعضهما البعض في ريف بوتسدام، وحضرا عرضًا في دار أوبرا برلين. وبحلول نهاية زيارته في أكتوبر 1816، احتفلا بخطوبتهما. كانا أقرباء من الدرجة الثالثة، باعتبارهما من أحفاد فريدريك وليام الأول ملك بروسيا.
في 9 يونيو 1817 (حسب التقويم اليولياني)، أتت الأميرة شارلوت إلى روسيا مع شقيقها وليام. وبعد وصولها إلى سانت بطرسبرغ، اعتنقت الأرثوذكسية الروسية، واتخذت الاسم الروسي «ألكسندرا فيودوروفنا». وفي عيد ميلادها التاسع عشر، في الثالث عشر من يوليو [1 يوليو حسب التقويم اليولياني] 1817، تزوجت من نيكولاس في كنيسة القصر الشتوي الكبرى. كتبت عن زفافها: «شعرت بسعادة بالغة عندما تلاحمت يدانا». وكتبت فيما بعد عن زواجها: «بثقة مطلقة واعتماد كلي، سلمت حياتي إلى نيكولاس، ولم يخن ثقتي قط».

## الدوقة الكبرى
واجهت ألكسندرا فيودوروفنا في البداية صعوبات في التكيّف مع البلاط الروسي، فقد أثر تغيير دينها عليها، وأربكتها أجواء محيطها الجديد. تقربت من والدة زوجها ماريا فيودوروفنا لكنها لم تنسجم جيدًا مع الإمبراطورة إليزابيث أليكسييفنا، قرينة شقيق زوجها. تذكرت لاحقًا قائلة: «كنتُ ضعيفة جدًا، شاحبة جدًا، و(حسب زعمهم) جذابة جدًا».
أثناء حملها بطفلها الأول، سافرت ألكسندرا إلى موسكو، حيث أنجبت في 29 أبريل [17 أبريل حسب التقويم اليولياني] 1818، ابنها الأول، القيصر المستقبلي ألكسندر الثاني. وفي العام التالي، في 18 أغسطس [6 أغسطس حسب التقويم اليولياني] 1819 في كراسنايا سيلو، أنجبت ابنتها، الدوقة الكبرى ماريا نيكولايفنا. وفي ذلك الصيف، أعلن القيصر ألكسندر الأول لنيكولاس وألكسندرا سرًا عن نيته التنازل عن العرش خلال حياته، وأن نيكولاس سيخلفه، نظرًا لنية شقيقهما قسطنطين الزواج من طبقة أدنى (ما يحرم أولاده من المطالبة بلقبه وممتلكاته). وفي 1820، أنجبت ألكسندرا ابنة جهيضة (وُلدت ميتة)، ما أدى إلى إصابتها باكتئاب شديد. نصحها أطباؤها بقضاء عطلة، وفي خريف 1820، أخذها نيكولاس لزيارة عائلتها في برلين، حيث بقيا حتى صيف 1821، وعادا مرة أخرى صيف 1824. ولم يعودا إلى سانت بطرسبرغ حتى مارس 1825 عندما طلب القيصر ألكسندر الأول حضورهما في روسيا.
أمضت ألكسندرا فيودوروفنا سنواتها الأولى في روسيا محاولةً تعلم لغة وعادات بلدها المختار، تحت إرشاد الشاعر فاسيلي جوكيوفسكي، الذي وصفته بأنه «شاعرٌ أكثر مما يصلح أن يكون معلمًا». كانت العائلة الإمبراطورية تتحدث الألمانية وتكتب رسائلها بالفرنسية، اللغة السائدة في البلاط الروسي، ونتيجة لذلك، لم تتقن ألكسندرا اللغة الروسية أبدًا.
كتبت ألكسندرا فيودوروفنا في مذكراتها عن سنواتها الأولى في روسيا: «كنا سعيدين حقًا فقط عندما نجد أنفسنا بمفردنا في شقتنا، وأنا جالسة على ركبتيه وهو رقيق وعطوف». لقّب نيكولاس زوجته «موفّي». وعاش الزوجان حياة هادئة لمدة ثماني سنوات، خلال عهد القيصر ألكسندر الأول. لم يكن للقيصر ألكسندر الأول أطفال باقون على قيد الحياة، وتنازل ولي عهده، الدوق الأكبر قسطنطين بافلوفيتش، عن حقوقه في وراثة العرش عام 1822، مما جعل نيكولاس وريثًا للعرش.
في 1825، منح القيصر قصر بيترهوف لألكسندرا، حيث عاشت هي ونيكولاس. وبقي هذا القصر مقر إقامتها الصيفي المفضل.

## شخصيتها
كانت ألكسندرا طويلة القامة، نحيلة، برأس صغير وجبين بارز. واتسمت بهيئة من الجلال الملكي. كانت مشيتها بهية، بسرعتها وخفتها. وكانت ضعيفة البنية، كثيرًا ما تعاني من تدهور في صحتها. كان في صوتها بحة، لكنها كانت تتحدث بسرعة وبحزم.
كانت ألكسندرا فيودوروفنا قارئة نهمة، وتستمتع بالموسيقى. كان ليرمنتوف الكاتب الروسي المفضل لديها. وكانت لطيفة، مُحبة للخصوصية والبساطة. كان لبسها أنيقًا، مع تفضيل واضح للألوان الفاتحة، وكانت تهوى جمع المجوهرات الجميلة. أحبت ألكسندرا الرقص، وكانت ماهرة بشكل خاص في رقصة المازوركا البولندية، واستمتعت بحفلات البلاط حتى الفجر. لم تكن ألكسندرا متكبرة أو تافهة، ولم تخلُ من الذكاء، وقد امتازت بذاكرة ممتازة؛ كانت قراءتها واسعة النطاق؛ كان حكمها على الرجال دقيقًا، واثقًا متسمًا بقدر من السخرية. ومع ذلك، لم تكن تُبدي أي اهتمام نشط بالسياسة، وأدت دورها إمبراطورة قرينة، بدلًا من أن تكون نشطة في المجال العام.
أحبت عائلتها حبًا شديدًا، وحتى ظهرت لديها تقلصات وجه غير إرادية أثناء خشيتها من انتفاضة الديسمبريين وخططها لقتل عائلتها. كانت التقلصات الوجهية سمة موروثة في العائلة الملكية الألمانية –الروسية –البريطانية في العديد من فروعها.